# Bokerley Dyke

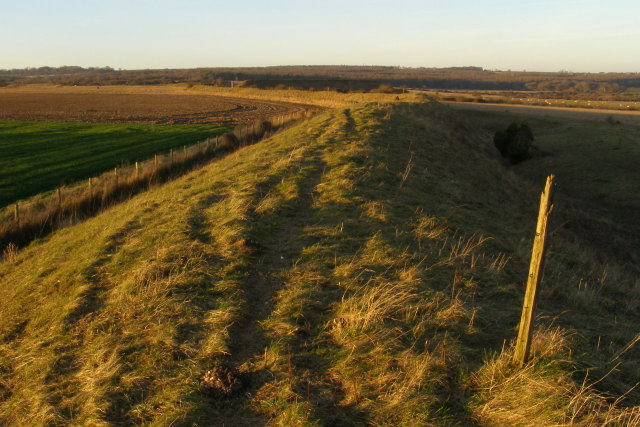
Reste der Wehranlage 2008

Bokerley Dyke ist eine römisch-britische Landwehr im Nordosten der Grafschaft Dorset, nahe dem Dorf Pentridge. Er schneidet die Römerstraße im Abschnitt zwischen Old Sarum und Badbury Rings.  
Er wird auf das Jahr 367 datiert und diente dazu, sächsische Eroberer in Dorset abzuwehren. Man geht davon aus, dass die Abwehr erfolgreich war, weil die römisch-britische Kultur in Dorset etwa noch 200 Jahre nach dem Fall des Römischen Reichs weiterexistierte. 
Der Wall fiel in der zweiten Hälfte des sechsten Jahrhunderts. Eine weitere  Verteidigungslinie, genannt Combs Ditch befand sich 30 Meilen weiter südwestlich, fiel wenige Zeit später, so dass die Sachsen in Dorchester eindrangen.
Der Bokerley Dyke geht in den Grim’s Ditch über, der durch Hampshire verläuft.